# Academy of Interactive Arts & Sciences
Academy of Interactive Arts & Sciences (AIAS) és una organització sense ànim de lucre que promou el programari d'entreteniment, com poden ser els videojocs, en el qual celebra una cerimònia que s'anomena DICE Awards (per les sigles de Dissenyar, Innovar, Comunicar i Entretenir) que es fa anualment des del 1998. L'organització està composta per professionals de la indústria, i només els membres més professionals són els qui voten pel millor programari d'entreteniment de l'any. L'AIAS va ser creat el 1996.
L'Academy of Interactive Arts & Sciences (AIAS) va començar en un principi el 1992 per un petit grup de professionals de Los Angeles que volien encoratjar a professionals creatius de Hollywood en les seves activitats, com va passar amb desenvolupadors de videojocs de Silicon Valley. Andrew Zucker, un advocat de Beverly Hills va fundar-la.